# Bathyphantes brevis
Bathyphantes brevis – gatunek pająka z rodziny osnuwikowatych.

## Występowanie
Gatunek występuje na Alasce, w Stanach Zjednoczonych oraz w Kanadzie.